# Adâncata, Ialomița
Adâncata là một xã thuộc hạt Ialomița, România. Dân số thời điểm năm 2002 là 3116 người.